# Esrom
Esrom nebo také Danish Port Salut je název dánského světle žlutého, plnotučného uzrálého sýra z kravského mléka.

## Základní údaje
Název Esrom pochází od stejnojmenného dánského kláštera Esrom, kde je vyráběn už od 11. nebo 12. století až do roku 1559. Proces výroby tohoto sýra byl znovuobjeven v roce 1951.
Pro Esrom je charakteristická plná chuť a ostrá vůně, která se delším zráním ještě zvýrazňuje. Vnitřek sýru je středně měkký, má jemnou strukturu. Dírky v sýru jsou nepravidelně tvarované. Sýr zraje 10 - 12 týdnů. Má červenou, omývanou kůrku. Používá se k přípravě jídla s názvem smorgasbord 

## Chráněná značka
Výroba sýru Esrom je geograficky chráněná Evropskou unií (status Protected geographical indication). Tento název smí nést pouze sýr, který je vyráběn v přesně vymezeném regionu Dánska.